# Salāt al-Dschanāza

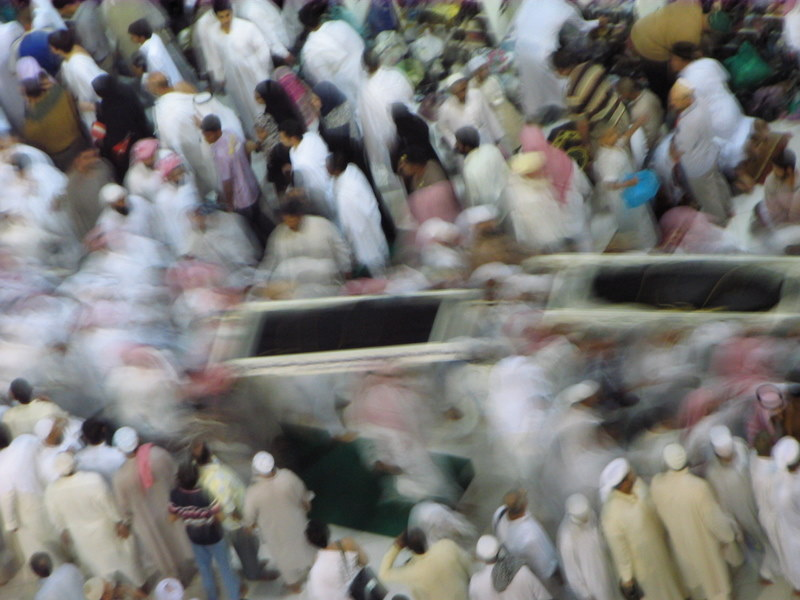
Nach dem Dschanāza-Gebet in der al-Harām-Moschee in Mekka

Salāt al-Dschanāza (arabisch صلاة الجنازة, DMG Ṣalāt al-Ǧanāza) ist ein Gebet, welches von Muslimen auf islamischen Beerdigungen nach der Waschung und Kleidung des Toten und vor der Grablegung gesprochen wird. Der lautlos gesprochene Teil des Gebets enthält das Rezitieren der Sure al-Fātiha, Gebete für Mohammed und Abraham und das Sprechen zweier Duʿā' (Bitt- und Dankgebet). Das Totengebet wird, von einem Imam geleitet, in Richtung Mekka (Qibla) zelebriert.